# Mono County Courthouse
La Mono County Courthouse est un palais de justice américain situé à Bridgeport, en Californie. Elle est inscrite au Registre national des lieux historiques depuis le 1er mars 1974.